# 491
Évszázadok: 4. század – 5. század – 6. század
Évtizedek: 440-es évek – 450-es évek – 460-as évek – 470-es évek – 480-as évek – 490-es évek – 500-as évek – 510-es évek – 520-as évek – 530-as évek – 540-es évek
Évek: 486 – 487 – 488 – 489 –  490 – 491 – 492 – 493 – 494 – 495 – 496

## Események

### Európa
- 66 éves korában meghal Zénón bizánci császár. Mivel fia nincs, örökösödési válság lép fel. Öccsét, Longinust a nép iszauriai származása miatt elutasítja, ezért Ariadné özvegy császárné javaslatára a 61 éves Anasztaszioszt, a palota silentiariusát (fő rendfenntartóját) választják császárrá. Anasztasziosz trónra lépése után néhány héttel feleségül veszi Ariadnét.
- A konstantinápolyi Hippodromban zavargások törnek ki az iszauriaiak ellen. A császár Egyiptomba száműzi Longinust és több magas rangú iszauriait.
- Az osztrogótok és vizigótok továbbra is ostrom alatt tartják a Ravennába behúzódott Odoacert. Theoderic osztrogót király szövetségese, Fredericus rugius király fosztogatja Pavia lakosságát, és amikor Theoderic ezért megbünteti, átáll Odoacerhez.
- Odoacer egyik éjszaka megpróbál kitörni a városból, de támadását az ostromlók visszaverik és legjobb herul zsoldosai elesnek a csatában.
- Ælle sussexi szász király ostrommal elfoglalja a dél-angliai Anderitum briton várost és minden lakosát lemészároltatja.

### Korea
- Meghal Csangszu, Kogurjo 97 éves királya. Utódja unokája, Mundzsa.

## Halálozások
- április 9. – Zénón, bizánci császár
- Csangszu, Kogurjo királya
- Ibériai Péter, grúz teológus

## Fordítás
- Ez a szócikk részben vagy egészben  a(z)   491 című angol Wikipédia-szócikk ezen változatának fordításán alapul.  Az eredeti cikk szerkesztőit annak laptörténete sorolja fel. Ez a jelzés csupán a megfogalmazás eredetét és a szerzői jogokat jelzi, nem szolgál a cikkben szereplő információk forrásmegjelöléseként.